# Nannosquilla tobagoensis
Nannosquilla tobagoensis is een bidsprinkhaankreeftensoort uit de familie van de Nannosquillidae. De wetenschappelijke naam van de soort is voor het eerst geldig gepubliceerd in 1993 door Schotte & Manning.